# Réserve de marche

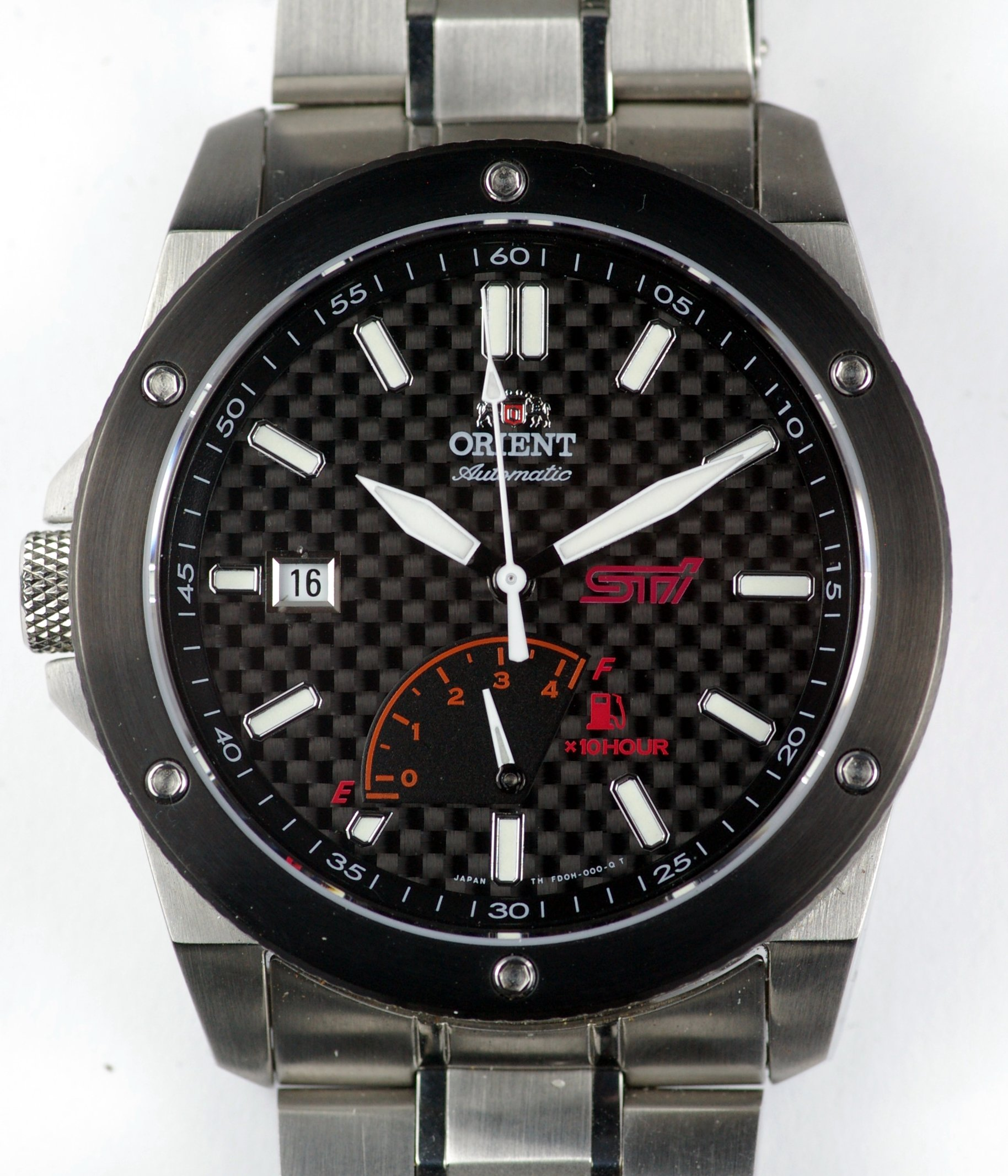
Montre possédant un indicateur de réserve de marche

En horlogerie, la réserve de marche désigne la durée de fonctionnement d'une montre, sans la remonter (pour une montre mécanique) ou sans la porter (pour une montre automatique). Le terme ne s'applique pas aux montres à pile ou à batteries. 
La plupart des mécanismes disposent d'une réserve de marche d'une quarantaine d'heures. D'autres, plus complexes, affichent plusieurs jours d'autonomie. Enfin, certaines montres disposent d'une complication, c'est-à-dire d'un petit cadran, indiquant la réserve de marche à la manière d'une jauge d'essence ou de puissance.
Lorsque la réserve de marche est épuisée, le mécanisme s'arrête. Il est alors nécessaire de remonter la montre et de la remettre à l'heure. Afin d'éviter qu'une montre automatique ne s'arrête alors qu'elle n'est pas portée et qu'il soit nécessaire de la régler, des petits boitiers rotatifs appelés tourne-montres simulent les mouvements du poignet et maintiennent ainsi la montre en fonctionnement.